# Tiru
Tiru (arab. طيرو) – wieś w Syrii, w muhafazie Tartus. W 2004 roku liczyła 838 mieszkańców.